# 비하르인
비하르어군 언어들을 사용하는 인도아리아인의 하위 집단이다. 비하르인은 언어에 따라 크게 보즈푸리인, 마이틸인, 마가히인으로 분리할 수 있으며, 또한 다양한 세습 카스트 그룹으로 더 나뉜다. 오늘날 비하르인은 카스트/종족, 언어 및 종교적 정체성에 이어 부차적인 존재로 여겨지지만 그럼에도 불구하고 더 큰 인도 정체성의 하위 집합을 구성한다. 비하르인은 인도, 네팔, 파키스탄, 방글라데시에서 볼 수 있다.